# Аоки, Ёсино
Ёсино Аоки (яп. 青木 佳乃; род. 19 августа 1971, Хирацука, Канагава) — японский игровой композитор, певица, автор песен, известная по работе в Capcom и Unique Note.

## Биография
Ёсино Аоки родилась 19 августа 1971 года в префектуре Канагава, Япония. Изучала классическую музыку с раннего детства, с шести лет играла на фортепиано, в 13 лет стала осваивать флейту, в то же время попробовала синтезатор.
Во время учёбы в старшей школе играла на клавишах и пела в своей собственной группе, специализировавшейся на классической музыке. В колледже училась на преподавателя музыки и певицу в классическом стиле.
По окончании колледжа Аоки устроилась на работу в крупную игровую компанию Capcom, здесь её первым заданием стало создание аранжировок CD-версий игры Mega Man X3 — вместе с тремя другими сотрудниками она занималась переработкой оригинального саундтрека, созданного Кинуё Ямаситой. В дальнейшем ей довелось поработать над многими другими частями серии Mega Man, в частности над играми подсерий Mega Man Battle Network и Mega Man Star Force. Среди прочих знаковых проектов — саундтреки к ролевым играм Breath of Fire III и Breath of Fire IV, а также к Shadow of Rome.
В 2007 году Аоки покинула Capcom и через некоторое время основала свою собственную студию звукозаписи Unique Note — вместе с другим выходцем из Capcom, композитором Тэцуей Сибатой, за которого в 2014 году вышла замуж. В компании Unique Note она занимала должность вице-президента, являлась композитором, аранжировщиком, автором песен.

## Работы
| Год  | Название                                       | Роль                                                                       |
| ---- | ---------------------------------------------- | -------------------------------------------------------------------------- |
| 1996 | Mega Man X3 (версии для PS1 & Sega Saturn)     | Аранжировки вместе с Тосихико Хориямой, Сюсаку Утиямой и Макото Томодзавой |
| 1997 | Mega Man Battle & Chase                        | Вокал                                                                      |
| 1997 | Breath of Fire III                             | Музыка вместе с Акари Кайда, вокал                                         |
| 1998 | Super Gem Fighter Mini Mix (консольные версии) | Музыка вместе с Исао Абэ                                                   |
| 2000 | Breath of Fire IV                              | Музыка вместе с Таро Ивасиро, вокал                                        |
| 2001 | Mega Man Battle Network 2                      | Музыка                                                                     |
| 2002 | Mega Man Battle Network 3                      | Музыка                                                                     |
| 2005 | Shadow of Rome                                 | Музыка вместе с Котой Судзуки                                              |
| 2005 | Mega Man Battle Network 6                      | Музыка                                                                     |
| 2006 | Mega Man Star Force                            | Музыка вместе с Мицухико Такано                                            |
| 2007 | Mega Man Star Force 2                          | Музыка вместе с Марико Судзуки                                             |
| 2008 | Luminous Arc 2                                 | Музыка вместе с Акари Кайда, Сюнсуке Цутией и Ёко Симомурой                |
| 2008 | Shiki-Tei                                      | Музыка                                                                     |
| 2008 | Daletto World                                  | Музыка                                                                     |
| 2008 | Mega Man Star Force 3                          | Музыка вместе с Акари Кайда                                                |
| 2008 | Suikoden Tierkreis                             | Музыка вместе с несколькими другими авторами                               |
| 2009 | Half-Minute Hero                               | "Triumphant Return"                                                        |
| 2009 | Rakuen                                         | Вокал вместе с Тэцуей Сибатой                                              |
| 2009 | Suisei                                         | Вокал вместе с Тэцуей Сибатой                                              |
| 2011 | Earth Seeker                                   | Музыка вместе с Тэцуей Сибатой                                             |
| 2011 | Half-Minute Hero: The Second Coming            | "Destiny", "Grand Ending"                                                  |
| 2011 | Otomedius Excellent                            | Аранжировка вместе с несколькими другими авторами                          |
| 2014 | Merc Storia                                    | Музыка вместе с Тэцуей Сибатой и Кэнъити Тэндо                             |
| 2015 | Final Fantasy Record Keeper                    | Аранжировка вместе с несколькими другими авторами, вокал                   |
| 2016 | UPPERS                                         | Музыка вместе с Unique Note                                                |
| 2016 | Justice Monsters Five                          | Музыка вместе с Unique Note                                                |
| 2016 | Final Fantasy XV                               | Музыка вместе с Ёко Симомурой, Тэцуей Сибатой и Ёситакой Судзуки           |
| 2017 | Final Fantasy XV: Episode Gladiolus            | Музыка вместе с Кенъити Окабэ и Тэцуей Сибатой                             |
| 2017 | Monster of the Deep: Final Fantasy XV          | Музыка вместе с Тэцуей Сибатой                                             |
| 2018 | Last Period                                    | Музыка вместе с несколькими другими авторами                               |
| 2018 | Super Smash Bros. Ultimate                     | Аранжировки                                                                |
| 2022 | Babylon's Fall                                 | Диспетчер записи                                                           |
| 2022 | Gungrave G.O.R.E                               | Музыка вместе с Сёя Китагавой и Реном Цукагоси                             |
| 2023 | Resident Evil 4                                | Музыка вместе с несколькими другими авторами                               |